# Cingula fernandinae
Cingula fernandinae är en snäckart som beskrevs av Dall 1927. Cingula fernandinae ingår i släktet Cingula och familjen Rissoidae. Inga underarter finns listade i Catalogue of Life.